# Церковь Преображения Господня (Крюково)
Церковь Преображения Господня — православный храм Наро-Фоминского благочиния Московской епархии, расположенный в деревне Крюково Наро-Фоминского района Московской области.

## История
Первое упоминание о деревянной Преображенской церкви в селе Крюково, входившем в вотчину Боровского Пафнутьева монастыря, относится к 1593 году. Подробности истории храма пока не доступны — известно, что каменное здание, в стиле классицизма, было построено в 1818—1826 годах, что в ней было три придела. Главный придел, в основном помещении, посвящён Преображению, в трапезной находились два других — Казанской иконы Божией Матери и святителя Николая, имелась колокольня. Церковь была закрыта при советской власти и сильно разрушена во время Великой Отечественной войны — уничтожены купол и колокольня, позже здание вовсе забросили.
Церковь возвращена верующим в 2002 году в руинированном состоянии, ведутся ремонтно-восстановительные работы.